# Monumento a Vittorio Emanuele II (Ferrara)
Il monumento a Vittorio Emanuele II si trovava a Ferrara nella centrale Piazza della Cattedrale che si trova accanto a Piazza Trento e Trieste.

## Storia

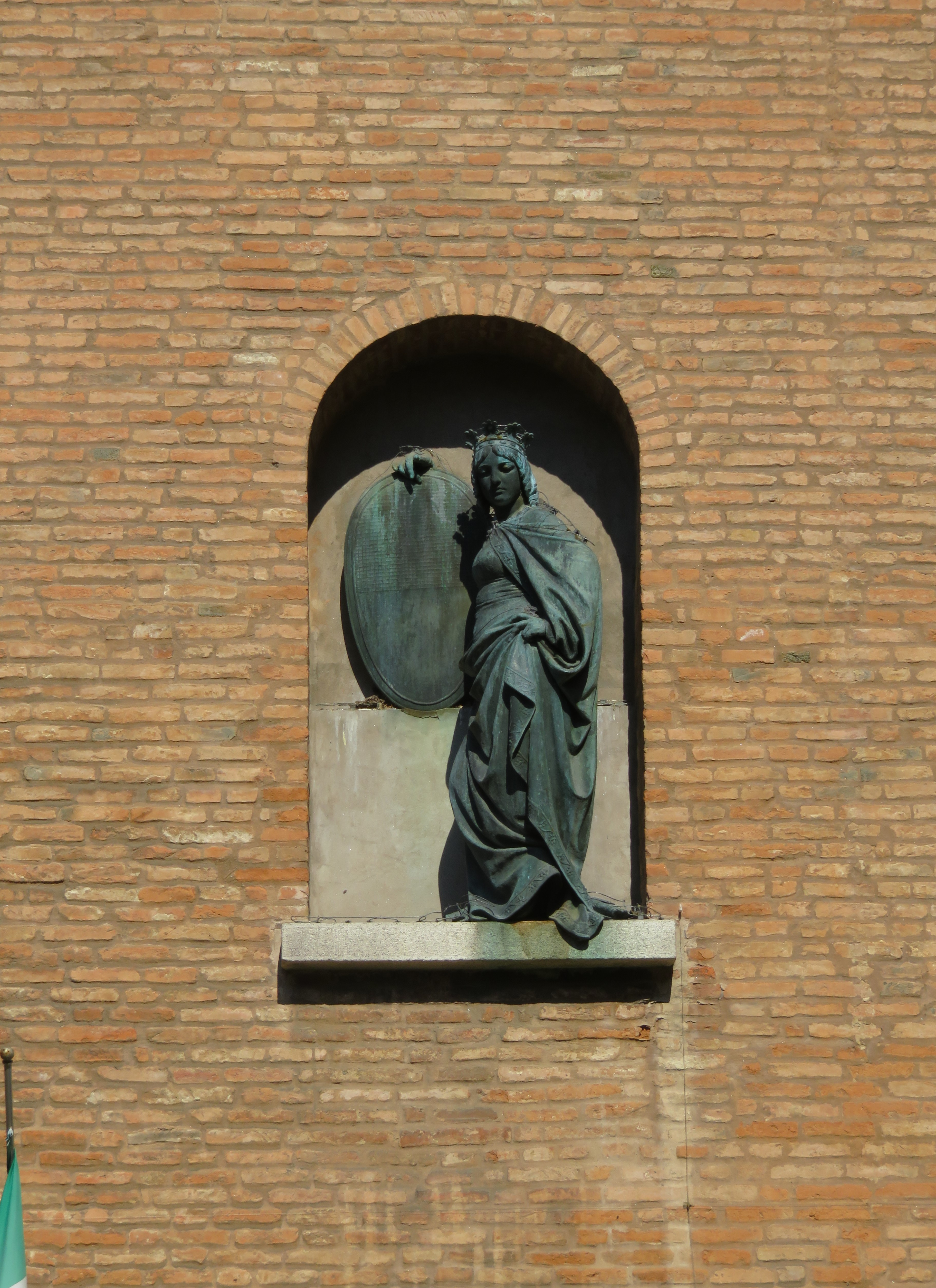
Allegoria della città di Ferrara, opera di Giulio Monteverde, che nel 1889 faceva parte del monumento

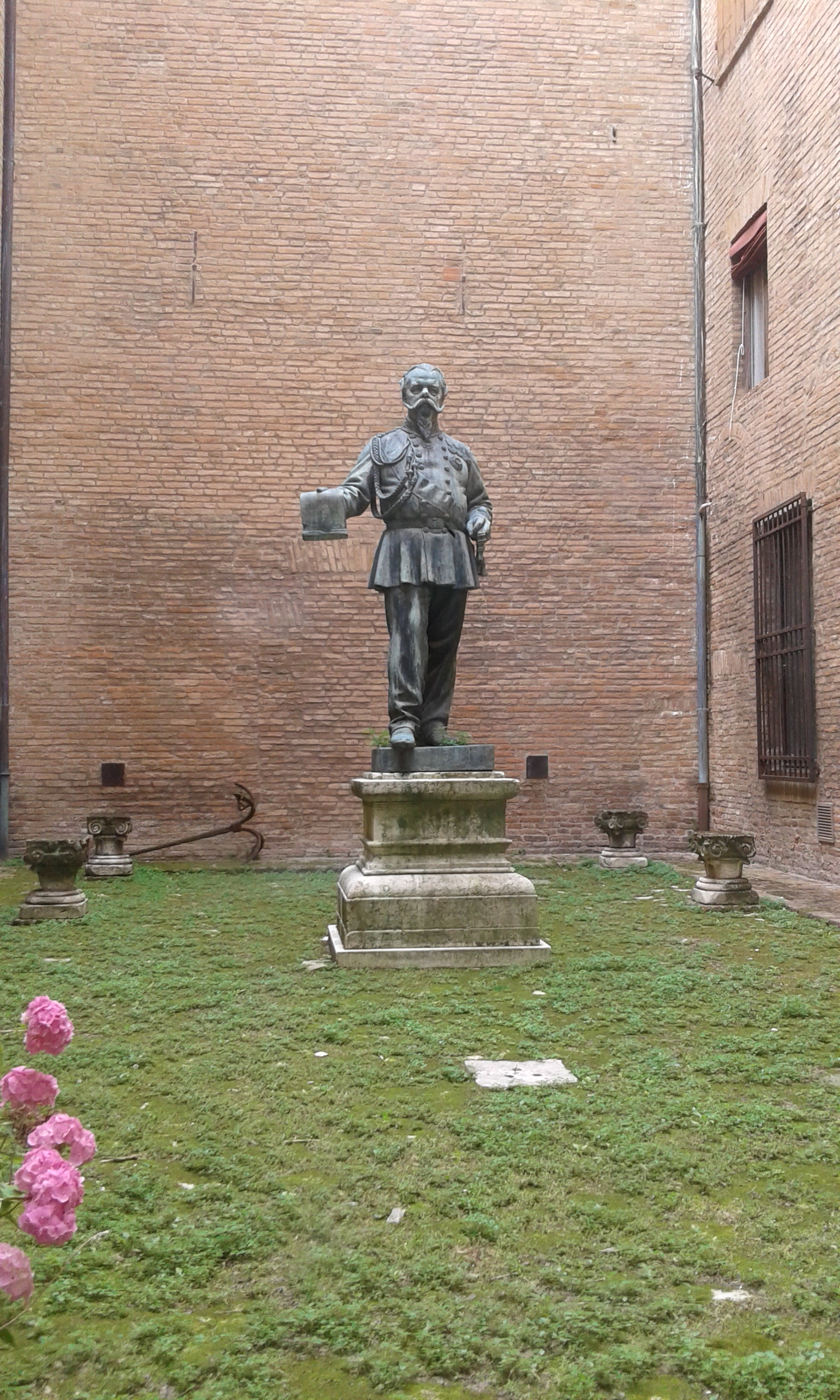
Una parte del monumento nel 2016 a Ferrara, nel cortile del Museo del Risorgimento

Quando nel Comune di Ferrara venne istituita una commissione presieduta dal conte Giuseppe Giglioli appartenente al partito Liberale, per dotare la città di un monumento al re Vittorio Emanuele II di Savoia, da poco deceduto, venne contattato lo scultore Giulio Monteverde che nel maggio 1889 disse che il monumento era in fase di realizzazione. Vennero considerate diverse possibili sistemazioni per tale monumento e alla fine si decise per la piazza della Cattedrale. L'inaugurazione solenne ebbe luogo a Ferrara il 17 novembre 1889. Nel 1927 il monumento fu trasferito nella piazza che gli venne dedicata, piazza Vittorio Emanuele. L'intero monumento fu smantellato dai fascisti durante la Repubblica Sociale Italiana.  In seguito la statua fu messa prima nella chiesa di San Nicolòed infine in un cortile del Museo del Risorgimento e della Resistenza sino alla sua chiusura nel 2020.
La spada del re è andata perduta e il basamento deve essere ricostruito.

## Descrizione
Il monumento compredeva due statue che facevano parte di un unico monumento dedicato a Vittorio Emanuele II. Il basamento in granito rosso era alto quattro metri. Alla sua base, anteriormente, ospitava la statua che raffigura la città di Ferrara riconoscente sovrastata, in alto, dalla statua del sovrano, il re Vittorio Emanuele II di Savoia. Entrambe le statue furono realizzate da  Giulio Monteverde. Il monumento si trova smontato in vari pezzi nei magazzini comunali in attesa di restauro.